# Slaná (district de Semily)
Pour les articles homonymes, voir Slana.
Slaná  (en allemand : Slana) est une commune du district de Semily, dans la région de Liberec, en République tchèque. Sa population s'élevait à 664 habitants en 2021.

## Géographie
Slaná se trouve à 3 km au sud du centre de Semily, à 29 km au sud-est de Liberec et à 85 km au nord-est de Prague.
La commune est limitée par Semily au nord, par Košťálov à l'est, par Stružinec, Košťálov et par Tatobity à l'ouest.

## Histoire
La première mention écrite du village date de 1430.

## Galerie

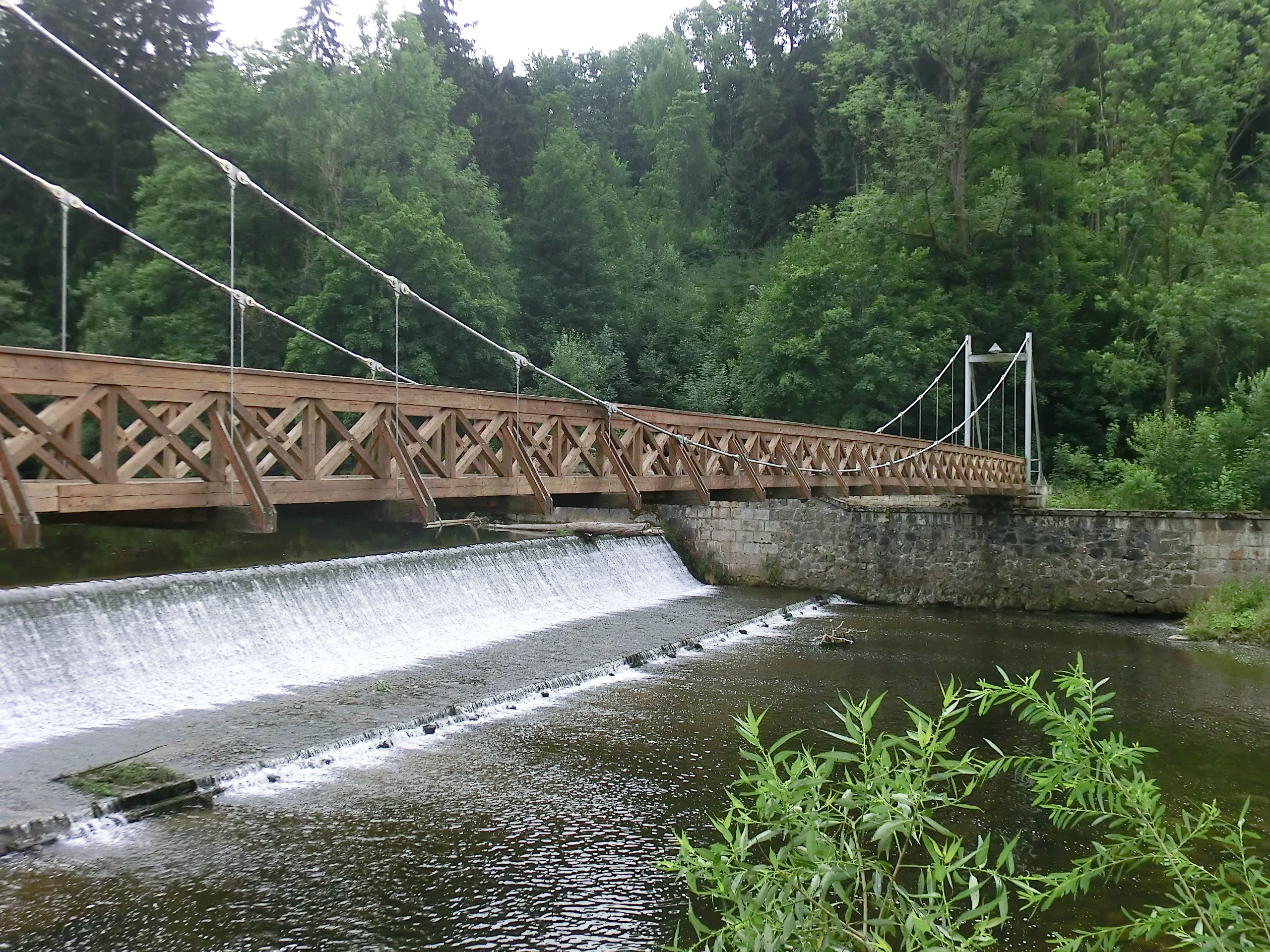
Passerelle sur le Hořensky potok (2002).
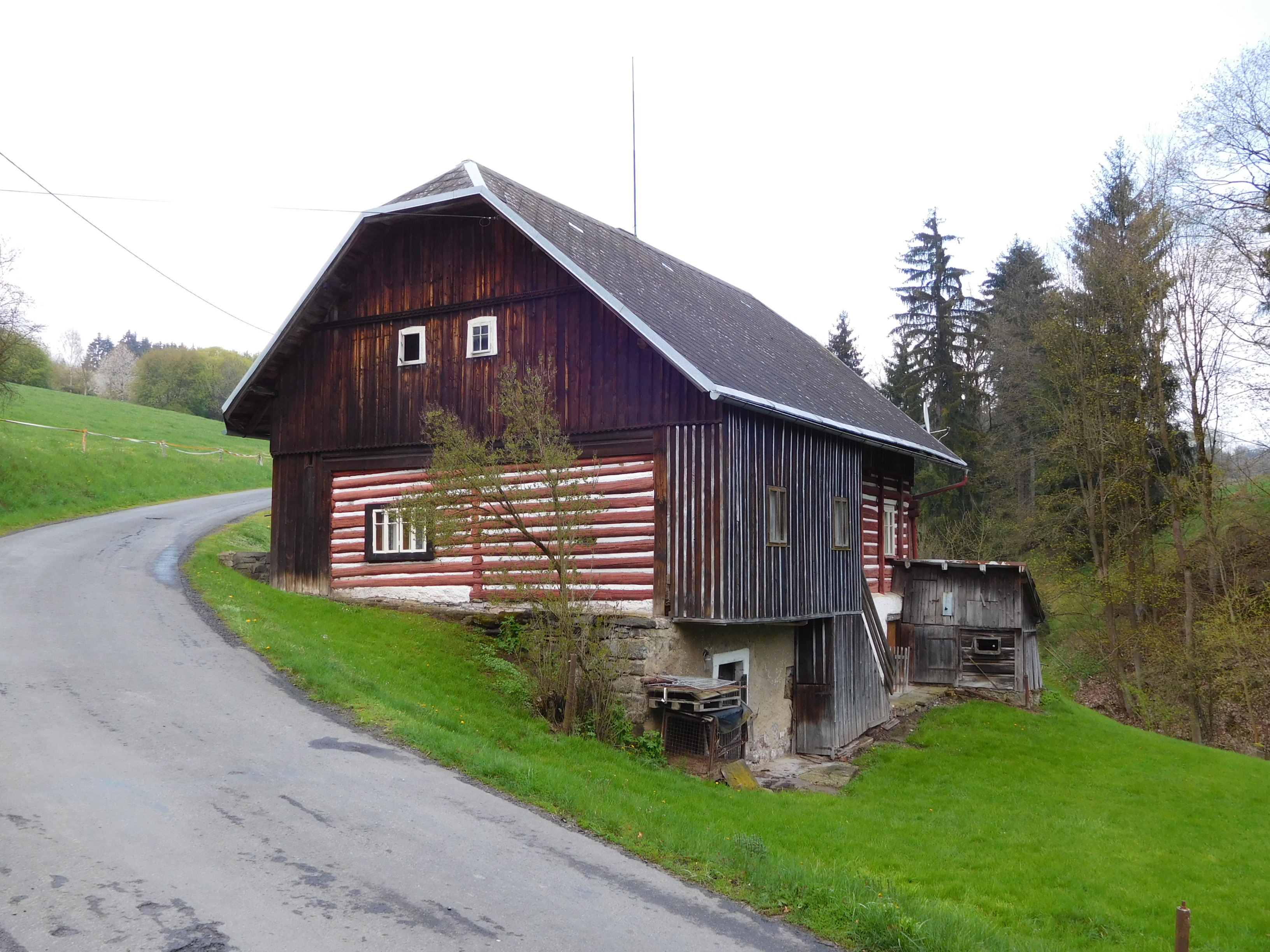
Architecture rurale.

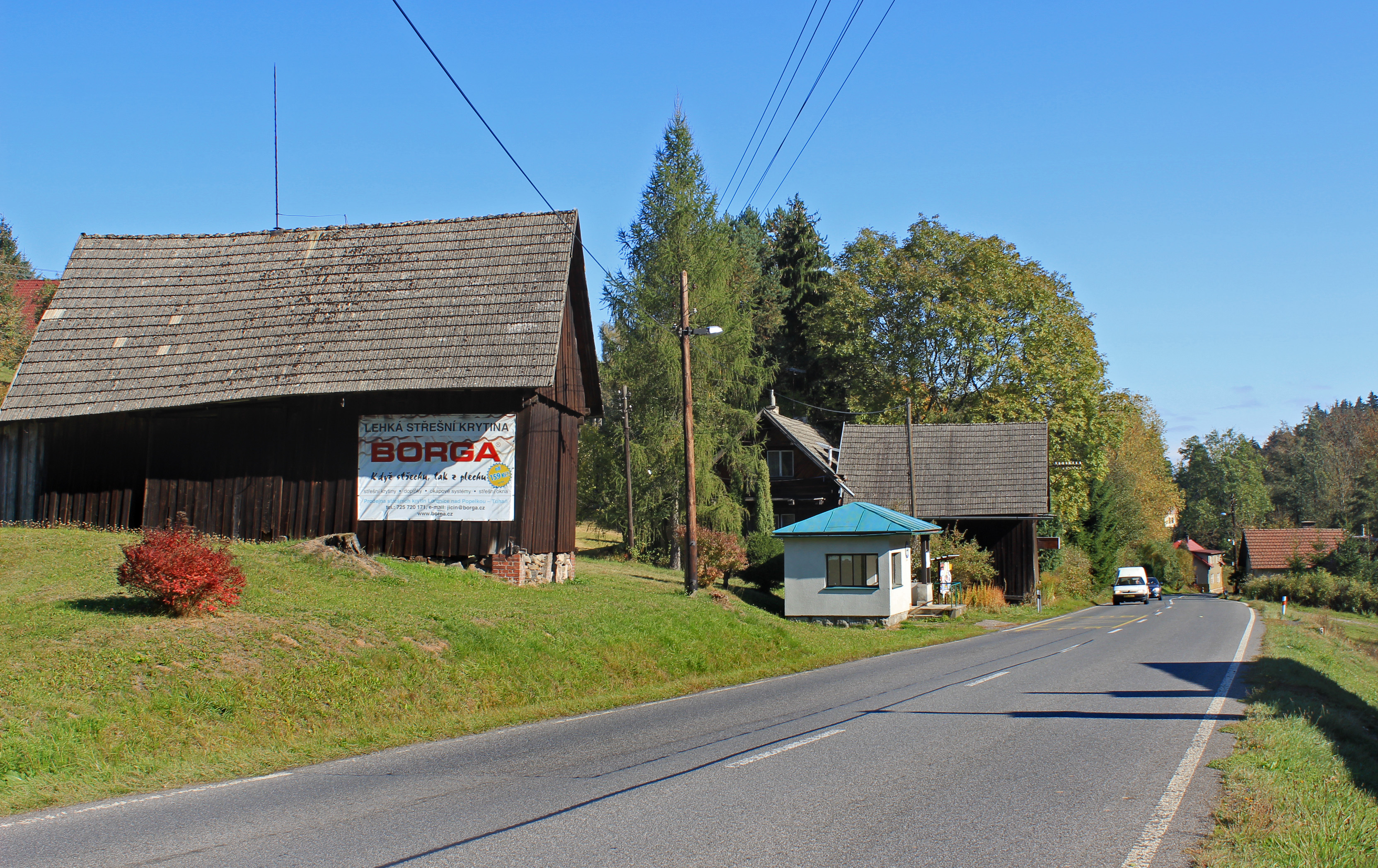
Hořensko : rue principale.
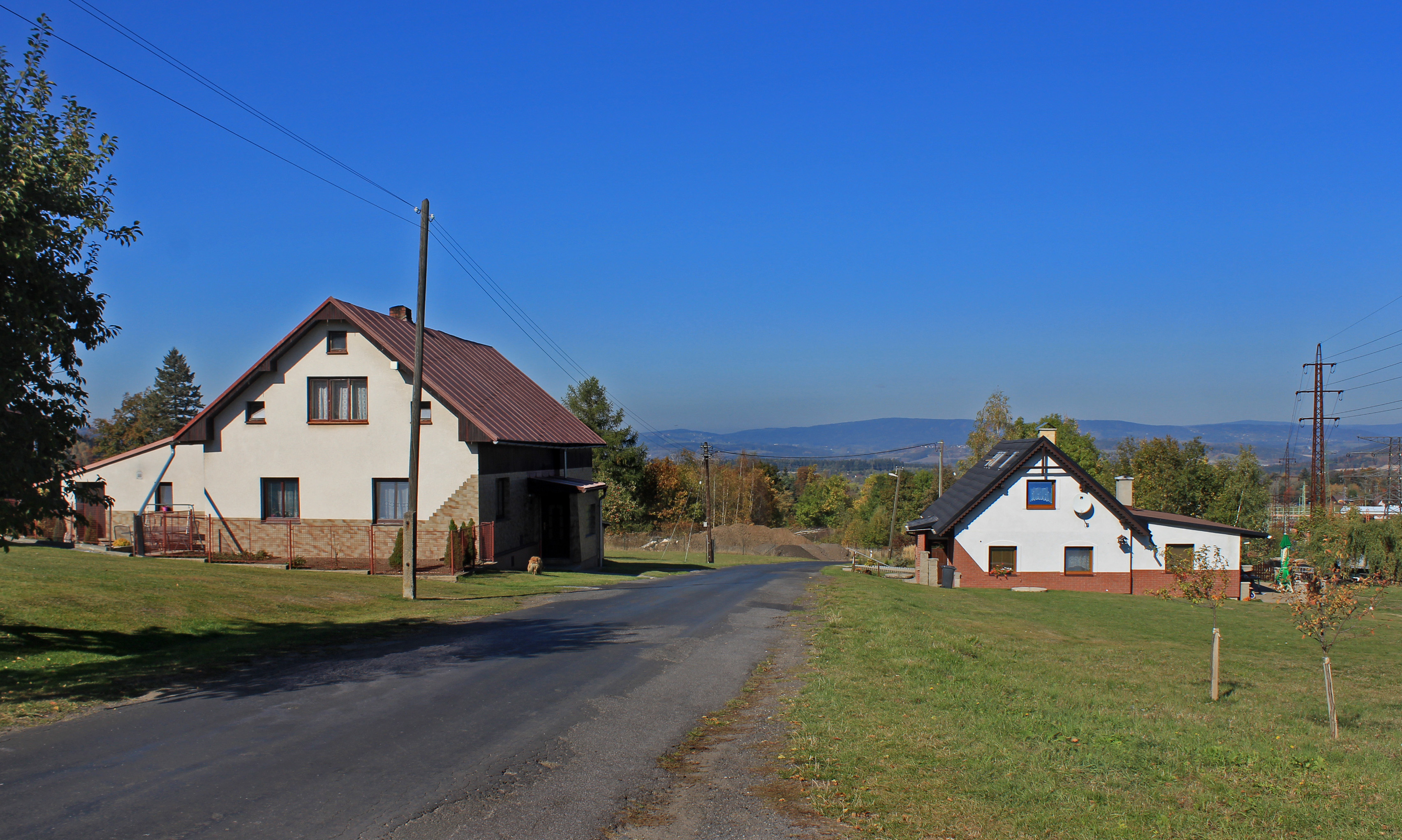
Hameau de Světlá.

## Administration
La commune se compose de six sections :
- Bořkov ;
- Hořensko ;
- Nedvězí ;
- Slaná ;
- Sutice ;
- Světlá.

## Transports
Par la route, Slaná se trouve à 5 km de Semily, à 42 km de Liberec et à 107 km de Prague.